# Рыбалко, Максим Викторович
Максим Викторович Рыбалко (Пустой шаблон {{ВД-Преамбула}} ) — российский хоккеист, защитник.

## Биография
Как и брат-близнец Михаил, воспитанник московского хоккея. Начинал играть в «Крыльях Советов» (тренер Константин Смирнов), выпускник «Динамо» (тренеры Михаил Слипченко, Борис Гольцев).
Вместе с братом начинал играть в «Динамо-2» (2003/04 — 2004/05). Сезон-2005/06 начал в «Кристалле» Саратов, затем вместе с Михаилом отыграл два сезона в ступинском «Капитане», сезон-2007/08 в тольяттинских «Ладе» в чемпионате России и в «Ладе-2». Сезон-2008/09 братья провели в команде высшей лиги «Крылья Советов». В сентябре — декабре 2009 года Максим Рыбалко провёл 29 матчей за команду КХЛ «Амур» Хабаровск, затем перешёл в «Ермак» Ангарск, где два следующих сезона отыграл вместе с братом. Продолжал играть в ВХЛ за «Саров» (2012), «Буран» Воронеж (2012—2013), «Кристалл» Саратов (2012/13 — 2013/14), «Зауралье» Курган (2013/14), «Ермак» (2014/15 — 2016/17). Выступал в чемпионатах Казахстана («Алматы», 2017/18), Южной Кореи («Хай1», 2018/19), Румынии («Дунэря», 2019/20, вместе с братом).